# Тарн и Гарона
Тарн и Гарона (фр. Tarn-et-Garonne) департман је у југозападној Француској. Припада региону Средишњи Пиринеји, а главни град департмана (префектура) је Монтобан. Департман Тарн и Гарона је означен редним бројем 82. Његова површина износи 3.718 км²}. По подацима из 2010. године у департману Тарн и Гарона је живело 241.698 становника, а густина насељености је износила 65 становника по км².
Овај департман је административно подељен на:
- 2 округа
- 30 кантона и
- 195 општина.

## Демографија
| 1999.   |
| ------- |
| 206.034 |